# Super League 2013/14 (Griekenland)
De Super League 2013/14 was het 55ste seizoen van de hoogste voetbaldivisie in Griekenland. Olympiakos Piraeus trad aan als titelverdediger. Na de reguliere competitie speelden de nummers 2 t/m 5 play-offs om te bepalen welke club aan welk Europees toernooi zou deelnemen.

## Teams
Nieuw dit jaar was dat er in plaats van 16 teams 18 teams deelnamen. In het seizoen 2012/13 waren AEK Athene en Kerkyra gedegradeerd naar de Beta Ethniki. De overige 14 teams van het seizoen 2013/13 werden vergezeld door vier nieuwe teams uit de Beta Ethniki, kampioen Apollon Smyrnis, nummer 2 Ergotelis FC, nummer 3 Kalloni FC en Panetolikos, de winnaar van play-offs waar de nummers 4 t/m 7 aan hebben deelgenomen.
| Club             | Plaats       | Stadion                          | Cap    |
| ---------------- | ------------ | -------------------------------- | ------ |
| Apollon Smyrnis  | Athene       | Georgios Kamarasstadion          | 14.856 |
| Aris Saloniki    | Thessaloniki | Kleanthis Vikelidesstadion       | 22.800 |
| Asteras Tripoli  | Tripolis     | Asteras Tripolisstadion          | 7.616  |
| Atromitos        | Athene       | Peristeristadion                 | 10.200 |
| Ergotelis FC     | Iraklion     | Pankritikostadion                | 25.780 |
| Kalloni FC       | Mytilene     | Mytilene stadsstadion            | 4.000  |
| Levadiakos       | Lebadeia     | Levadiasstadion                  | 6.500  |
| OFI Kreta        | Iraklion     | Pankritikostadion                | 9.088  |
| Olympiakos       | Piraeus      | Georgios Karaiskákisstadion      | 32.115 |
| Panathinaikos FC | Athene       | Olympisch Stadion Spyridon Louis | 16.118 |
| Panetolikos      | Agrinion     | Panetolikosstadion               | 6.500  |
| Panionios        | Athene       | Panioniosstadion                 | 11.700 |
| Panthrakikos     | Komotini     | Komotinistadion                  | 6.198  |
| PAOK Saloniki    | Thessaloniki | Toumbastadion                    | 28.703 |
| PAS Giannina     | Ioannina     | Zosimadesstadion                 | 7.652  |
| Platanias FC     | Platanias    | Dimotiko Stadio Perivolion       | 3.800  |
| Skoda Xanthi     | Xanthi       | Skoda Xanthi Arena               | 7.361  |
| Veria            | Berroia      | Veriastadion                     | 7.000  |

## Eindstand
|    | Club            | WG | W  | G  | V  | DV | DT | +/- | P  | Kwalificatie/Degradatie                  |
| -- | --------------- | -- | -- | -- | -- | -- | -- | --- | -- | ---------------------------------------- |
| 1  | Olympiakos      | 34 | 28 | 2  | 4  | 88 | 19 | +69 | 86 | Groepsfase UEFA Champions League 2014/15 |
| 2  | PAOK Saloniki   | 34 | 21 | 6  | 7  | 68 | 37 | +31 | 69 | Super League play-offs                   |
| 3  | Atromitos       | 34 | 19 | 9  | 6  | 54 | 25 | +29 | 66 | Super League play-offs                   |
| 4  | Panathinaikos   | 34 | 20 | 6  | 8  | 57 | 28 | +29 | 66 | Super League play-offs                   |
| 5  | Asteras Tripoli | 34 | 16 | 10 | 8  | 46 | 35 | +11 | 58 | Super League play-offs                   |
| 6  | OFI Kreta       | 34 | 11 | 11 | 12 | 30 | 39 | -9  | 44 |                                          |
| 7  | Ergotelis       | 34 | 11 | 11 | 12 | 39 | 40 | -1  | 44 |                                          |
| 8  | Levadiakos      | 34 | 13 | 3  | 18 | 42 | 61 | -19 | 42 |                                          |
|    | Panetolikos     | 34 | 11 | 9  | 14 | 32 | 33 | -1  | 42 |                                          |
| 10 | Panthrakikos    | 34 | 11 | 8  | 15 | 39 | 52 | -13 | 41 |                                          |
| 11 | PAS Giannina    | 34 | 12 | 5  | 17 | 34 | 43 | -9  | 41 |                                          |
| 12 | Kalloni         | 34 | 12 | 3  | 19 | 31 | 62 | -31 | 39 |                                          |
| 13 | Panionios       | 34 | 10 | 9  | 15 | 33 | 42 | -9  | 39 |                                          |
| 14 | Platanias       | 34 | 10 | 8  | 16 | 39 | 48 | -9  | 38 |                                          |
| 15 | PAE Veria       | 34 | 9  | 11 | 14 | 31 | 51 | -20 | 38 |                                          |
| 16 | Skoda Xanthi    | 34 | 11 | 5  | 18 | 44 | 54 | -10 | 38 | Play-off om degradatie naar Beta Ethniki |
| 17 | Apollon Smyrnis | 34 | 9  | 9  | 16 | 43 | 54 | -11 | 36 | Degradatie naar Beta Ethniki             |
| 18 | Aris Saloniki   | 34 | 3  | 13 | 18 | 26 | 53 | -27 | 22 | Degradatie naar Beta Ethniki             |

De regels voor de rangschikking zijn als volgt: 1) punten, 2) onderling resultaat, 3) onderling doelsaldo. Levadiakos en Panetolikos (LEV-PAN 2-1; PAN-LEV 2-1) eindigen op een gedeelde achtste plaats, omdat er geen verdere criteria zijn.

### Play-offs
Na 34 speeldagen spelen de nummers 2 tot en met 5 een nacompetitie om vier plaatsen in de Europese toernooien te verdelen, een voor de Champions League en drie voor de Europa League. De nummer 5 uit de reguliere competitie begint met 0 punten in de play-offs. Voor de overige teams geldt voor het aantal startpunten het volgende: het totale aantal punten uit de reguliere competitie van de respectievelijke club wordt verminderd met het aantal punten van de nummer 5. De uitkomst wordt vervolgens gedeeld door vijf en afgerond op hele punten. In dit geval beginnen Panathinaikos, PAOK Saloniki en Atromitos dus met 2 punten aan de play-offs.
|   | Club             | WG | W | G | V | DV | DT | +/- | P  |                                               |
| - | ---------------- | -- | - | - | - | -- | -- | --- | -- | --------------------------------------------- |
| 2 | Panathinaikos    | 6  | 2 | 3 | 1 | 7  | 5  | +2  | 11 | Derde voorronde UEFA Champions League 2014/15 |
| 3 | PAOK Saloniki    | 6  | 3 | 2 | 1 | 8  | 4  | +4  | 10 | Play-offronde UEFA Europa League 2014/15      |
| 4 | Atromitos        | 6  | 1 | 2 | 3 | 6  | 9  | -3  | 7  | Derde voorronde UEFA Europa League 2014/15    |
| 5 | Asteras Tripolis | 6  | 2 | 1 | 3 | 5  | 8  | -3  | 7  | Tweede voorronde UEFA Europa League 2014/15   |

De regels voor de rangschikking zijn als volgt: 1) punten, 2) onderling resultaat, 3) onderling doelsaldo, 4) eindstand competitie

## Topscorers
| Positie | Speler                  | Club            | Goals |
| ------- | ----------------------- | --------------- | ----- |
| 1.      | Esteban Solari          | Skoda Xanthi    | 16    |
| 2.      | El Fardou Ben Nabouhane | PAE Veria       | 15    |
| 2.      | Marcus Berg             | Panathinaikos   | 15    |
| 3.      | Dimitris Papadopoulos   | Atromitos       | 14    |
| 3.      | Kostas Mitroglou        | Olympiakos      | 14    |
| 4.      | Christos Aravidis       | Panionios       | 12    |
| 4.      | Vangelis Mantzios       | Levadiakos      | 12    |
| 4.      | Antonis Petropoulos     | Apollon Smyrnis | 12    |
| 4.      | Javier Saviola          | Olympiakos      | 12    |

AEK Athene ·
Aris Saloniki · 
Asteras Tripolis · 
Atromitos · 
AE Kifisia ·
PAS Lamia · 
OFI Kreta · 
Olympiakos Piraeus · 
Panathinaikos · 
Panetolikos · 
MGS Panserraikos ·
PAOK Saloniki · 
PAS Giannina ·
Volos
Nationale competities:
Albanië · Andorra · Armenië · België · Bosnië en Herzegovina · Bulgarije · Cyprus · Denemarken · Duitsland · Engeland · Estland ('13 '14) · Faeröer ('13 '14) · Finland ('13 '14) · Frankrijk · Gibraltar · Griekenland · Hongarije · IJsland ('13 '14) · Ierland ('13 '14) · Israël · Italië · Kazachstan ('13 '14) · Kroatië · Letland ('13 '14) · Litouwen ('13 '14) · Luxemburg · Macedonië · Malta · Moldavië · Montenegro · Nederland · Noord-Ierland · Noorwegen ('13 '14) · Oekraïne · Oostenrijk · Polen · Portugal · Roemenië · Rusland · San Marino · Schotland · Servië · Slovenië · Slowakije · Spanje · Tsjechië · Turkije · Wales · Zweden · Zwitserland
Europese competities: Super Cup 2014 · Champions League · Europa League